# Wanderley (Fußballspieler, 1988)
Wanderley Santos Monteiro Júnior, genannt Wanderley, (* 11. Oktober 1988 in Campinas) ist ein brasilianischer Fußballspieler.

## Karriere
Wanderleys Karriere begann bei AA Ponte Preta. Nachdem er in die erste Mannschaft gezogen wurde, folgten erste Einsätze in der Série B. Infolgedessen verpflichtete der brasilianische Erstligist Cruzeiro Belo Horizonte den Stürmer und verlieh ihn nacheinander an EC Santo André, AD São Caetano und Grêmio Barueri. In dieser Zeit bestritt er auch sein erstes Erstligaspiel und lief in zahlreichen Partien der jeweiligen Staatsmeisterschaften auf. Im Jahre 2011 verpflichtete Flamengo Rio de Janeiro den Stürmer und setzte ihn zumeist in der Staatsmeisterschaft von Rio de Janeiro ein, die Flamengo in dieser Saison auch gewinnen konnte.
Zur Saison 2011/12 folgte der Wechsel in die Qatar Stars League zu al-Arabi. Während er in der ersten Saison lediglich zu einem Einsatz kam, wurde er in den zwei folgenden ein fester Bestandteil der ersten Mannschaft. Nach drei Jahren Katar zog es ihn in die Vereinigten Arabischen Emirate zu al-Schardscha. In seinen zwei Jahren beim abstiegsgefährdeten klub konnte er 32 erzielen und fünf weitere direkt vorbereiten.
Aufgrund dieser Leistungen wurde Wanderley zur Saison 16/17 vom Ligakonkurrenten al-Nasr Dubai unter Vertrag genommen. Im Sommer 2016 hat Wanderley einen indonesischen Pass erworben, der ihn zum ersten Spieler der indonesischen Nationalität in der Geschichte der UAE Arabian Gulf League der Arabischen Emirate gemacht hätte. Doch im September 2016 wurde Wanderley für mindestens 60 Tage suspendiert, nachdem Behörden herausfanden, dass sein indonesischer Pass eine Fälschung darstelle. Dies hatte schwerwiegende Konsequenzen für al-Nasr, da der 3:0-Sieg im Viertelfinalhinspiel der AFC Champions League gegen al-Jaish am grünen Tisch zur 0:3-Niederlage wurde.
Zur Saison 2019 kehrte Wanderley in seine Heimat zurück und tritt seit September 2023 für den AC Paranavaí.

## Erfolge
Flamengo
- Staatsmeisterschaft von Rio de Janeiro: 2011

Cruzeiro
- Staatsmeisterschaft von Minas Gerais: 2009